# Luchthaven Ain Arnat
Luchthaven Ain Arnat (IATA: QSF, ICAO: DAAS), ook bekend als Sétif International Airport is een luchthaven vlak bij Sétif, Algerije.
De luchthaven werd geopend in 1945.

## Luchtvaartmaatschappijen en Bestemmingen
- Aigle Azur - Basel-Mulhouse, Lyon, Marseille, Parijs-Orly
- Air Algérie - Algiers, Constantine, Lyon, Parijs-Orly
- Tassili Airlines - Hassi R'mel